# كأس العالم لكرة السلة للسيدات 2018
كأس العالم لكرة السلة للسيدات 2018 (بالإنجليزية: 2018 FIBA Women's Basketball World Cup)‏ هو النسخة 18 من كأس العالم لكرة السلة للسيدات. أقيم خلال الفترة 22-30 سبتمبر 2018 بإسبانيا شارك فيه 16 منتخبا، وعرف تتويج سيدات الولايات المتحدة بلقبهن الثالث تواليا والعاشر في تاريخهن.

## اختيار البلد المستضيف
في بداية أكتوبر 2014 أعلن الاتحاد الدولي لكرة السلة عن فتح باب الترشح لتنظيم كأس العالم لكرة السلة للسيدات 2018، وبختام الشهر أعلن الاتحاد أنه تلقى ملفين رسميين للترشح مقدمين من اتحادي اللعبة لإسبانيا وإسرائيل. وفي السادس عشر من شهر ديسمبر من نفس العام أعلن الاتحاد أنه بعد تصويت أعضائه الست والعشرون تم اختيار إسبانيا لتنظيم الحدث العالمي.
وقد جاءت نتائج التصويت كما يلي:
| نتيجة التصويت على ملف استضافة كأس العالم لكرة السلة للسيدات 2018 | نتيجة التصويت على ملف استضافة كأس العالم لكرة السلة للسيدات 2018 |
| المترشح                                                          | الأصوات                                                          |
| ---------------------------------------------------------------- | ---------------------------------------------------------------- |
| إسبانيا                                                          | 18                                                               |
| إسرائيل                                                          | 5                                                                |

## المدن والملاعب

### جدول الملاعب
| المدينة                    | الملعب                          | الأدوار                     | سعة الحضور |
| -------------------------- | ------------------------------- | --------------------------- | ---------- |
| سانتا كروز دي تينيريفي     | المركب الرياضي البلدي بتينيريفي | المجموعات                   | 4500       |
| سان كريستوبال دي لا لاغونا | بابيلون إنسيولار سانتياغو مارتن | المجموعات والأدوار النهائية | 5100       |

## المنتخبات المتأهلة
إسبانيا كانت أولى المتأهلات في 16 ديسمبر 2014 بصفتها الدولة المضيفة، ثم لحقتها الولايات المتحدة حين استطاعت سيداتها من إحراز الذهب الأولمبي في أولمبياد ريو دي جانيرو 2016. بقية المنتخبات الأربعة عشر تأهلت من خلال نتائجها في البطولات القارية المشاركة فيها، والتي نظمت جميعها صيف 2017، وقد شهدت تأهل منتخبات بلجيكا ولاتفيا وبورتوريكو للمرة الأولى في تاريخها للمشاركة في بطولة كأس العالم لكرة السلة للسيدات.
وقد جاءت لائحة المنتخبات المتأهلة كما يلي:
| المسابقة                                                       | التاريخ          | المكان           | عدد المقاعد | المتأهلون                                   |
| -------------------------------------------------------------- | ---------------- | ---------------- | ----------- | ------------------------------------------- |
| البلد المستضيف                                                 | 16 ديسمبر 2014   | –                | 1           | إسبانيا                                     |
| أولمبياد 2016                                                  | غشت 2016         | · البرازيل       | 1           | الولايات المتحدة                            |
| بطولة أوربا 2017                                               | 16/25 يونيو 2017 | · جمهورية التشيك | 5           | فرنسا · بلجيكا · اليونان · تركيا · لاتفيا   |
| كأس آسيا لكرة السلة للسيدات 2017 (بمشاركة أستراليا ونيوزيلندا) | 23/29 يوليو 2017 | · الهند          | 4           | اليابان · أستراليا · الصين · كوريا الجنوبية |
| كأس أمريكانا لكرة السلة للسيدات 2017                           | 6/13 غشت 2017    | · الأرجنتين      | 3           | كندا · الأرجنتين · بورتوريكو                |
| بطولة أفريقيا لكرة السلة للسيدات 2017                          | 18/27 غشت 2017   | · مالي           | 2           | نيجيريا · السنغال                           |
| المجموع                                                        |                  |                  | 16          | 16                                          |

## نظام البطولة
أقيمت البطولة على مرحلتين:
- المرحلة الأولى (دور المجموعات): يتم توزيع المنتخبات الستة عشر على أربع مجموعات، تتكون كل مجموعة من أربعة منتخبات، يلعب كل منتخب مباراة واحدة ضد كل فرق نفس مجموعته. يتأهل متصدرو المجموعات مباشرة للدور ربع النهائي، في حين يخوض ثواني وثوالث كل مجموعة مباراة فاصلة بينهم لحسم تأهل أربعة منتخبات أخرى لدور الربع، أما متذيلي المجموعات فيقصون آليا.
- المرحلة الثانية (خروج المغلوب): المنتخبات الثمانية المتأهلة تلعب دور الربع، الخاسرون منها يخضون مباريات تحديد المراكز من 5 إلى 8، والرابحون يواصلون مشوارهم بلعب دور نصف النهائي، ثم دور النهائي بعده.

مشوار البطولة يمتد لثمانية أيام، وتقام خلالها أربعون مباراة.

## القرعة
أقيم الحفل الرسمي لسحب قرعة كأس العالم لكرة السلة للسيدات 2018 يوم 6 فبراير 2018 في سان كريستوبال دي لا لاغونا بجزيرة تينيريفي إحدى جزر الكناري التابعة للتاج الإسباني.
وزعت المنتخبات المتأهلة إلى أربعة مستويات حسب تصنيفها لدى فيبا:
| مستوى 1                                                 | مستوى 2                                         | مستوى 3                                        | مستوى 4                                                      |
| ------------------------------------------------------- | ----------------------------------------------- | ---------------------------------------------- | ------------------------------------------------------------ |
| الولايات المتحدة (1) إسبانيا (2) فرنسا (3) أستراليا (4) | كندا (5) الصين (10) اليابان (13) الأرجنتين (15) | تركيا (7) اليونان (20) لاتفيا (26) بلجيكا (28) | كوريا الجنوبية (16) السنغال (17) بورتوريكو (22) نيجيريا (34) |

وجاءت نتائج القرعة كما يلي:
| المجموعة 1     | المجموعة 2 | المجموعة 3 | المجموعة 4       |
| -------------- | ---------- | ---------- | ---------------- |
| كوريا الجنوبية | أستراليا   | اليابان    | لاتفيا           |
| اليونان        | تركيا      | بورتوريكو  | الولايات المتحدة |
| كندا           | الأرجنتين  | بلجيكا     | السنغال          |
| فرنسا          | نيجيريا    | إسبانيا    | الصين            |